# Rosemarie Gläser
Rosemarie Gläser (* 10. September 1935 in Dresden; † 26. August 2021) war eine deutsche Linguistin. Sie war Professorin für englische Sprachwissenschaft und Fachkommunikation an der Universität Leipzig.

## Leben und Wirken
Von 1954 bis 1959 studierte Rosemarie Gläser Anglistik, Amerikanistik, Germanistik und Pädagogik an der Universität Leipzig. Nach dem Staatsexamen arbeitete sie als wissenschaftliche Assistentin und Lehrbeauftragte am Institut für Anglistik und Amerikanistik. 1962 promovierte sie auf dem Gebiet der Lexikologie des Englischen.
1969 habilitierte sie sich mit einer Arbeit über Linguistische Kriterien der Stilbeschreibung und wurde noch im selben Jahr zur Hochschuldozentin für Englische Sprache berufen. 1980 erhielt sie eine außerordentliche Professur für Englische Sprache an der Sektion Fremdsprachen und 1992 erfolgte die Berufung auf den Lehrstuhl Angewandte Sprachwissenschaft/Fachkommunikation am neugegründeten Fachsprachenzentrum der Universität.
1975 gründete sie die Forschungsgruppe Fachsprachen des Englischen, die sich der empirischen Analyse fachspezifischer Charakteristika von englischen Textkorpora aus verschiedenen Wissenschaftsdisziplinen widmet. Zusammen mit ihren Mitarbeitern wies sie die Existenz von Textsortenstilen nach und beschrieb darauf aufbauend 35 Fachtextsorten im Englischen in ihrer 1990 erschienenen Monographie.
Zu den Forschungsgebieten Gläsers zählten englische Fachsprachen, Stilistik, Textlinguistik, Soziolinguistik, Texttypologie, Lexikologie, Phraseologie, Übersetzungswissenschaft, Pragmatik und Onomastik. Sie starb im Sommer 2021 kurz vor Vollendung ihres 86. Lebensjahres.

## Publikationen (Auswahl)
- Fachstile des Englischen. Leipzig, Enzyklopädie Verlag, 1979
- Fachsprachliche Textlinguistik [Hrsg]. Berlin, Zentralinstitut für Sprachwissenschaft 1985
- Fachtextsorten im Englischen. Tübingen, Narr 1990, ISBN 3-8233-4520-6
- Phraseologie der englischen Sprache. Leipzig, Enzyklopädie Verlag 1990, ISBN 3-324-00008-4
- Linguistic features and genre profiles of scientific English. Frankfurt am Main, Lang 1995, ISBN 3-631-47870-4
- Eigennamen in der Fachkommunikation [Hrsg]. Frankfurt am Main, Lang 1996, ISBN 3-631-50044-0
- Kommunikative und ästhetische Funktionen des Sachbuchs in der Gegenwart. In: Medienwissenschaft. Berlin, de Gruyter 2001
- Eigennamen in der Arbeitswelt. Leipzig, Leipziger Univ.-Verl. 2005, ISBN 3-937209-40-9
- Hadwig Klemperer im Spiegel lebendiger Erinnerungen [Hrsg]. Dresden, Goldenbogen 2011, ISBN 978-3-932434-33-4